# NGC 6987
NGC 6987 este o galaxie situată în constelația Indianul. A fost descoperită în 30 septembrie 1834 de către John Herschel. Se află la o distanță de 72,44 de megaparseci de Pământ.